# Фаб'єн Камю
Фаб'єн Камю (фр. Fabien Camus, нар. 28 лютого 1985, Арль) — туніський футболіст, півзахисник клубу «Генк».
Виступав, зокрема, за клуби «Марсель» та «Генк», а також національну збірну Тунісу.

## Клубна кар'єра
Народився 28 лютого 1985 року в місті Арль. Вихованець футбольної школи клубу «Монпельє».
У дорослому футболі дебютував 2003 року виступами за команду клубу «Марсель», в якій провів два сезони, взявши участь лише у 2 матчах чемпіонату. 
Протягом 2005—2009 років захищав кольори команди клубу «Шарлеруа».
Своєю грою за останню команду привернув увагу представників тренерського штабу клубу «Генк», до складу якого приєднався 2009 року. Відіграв за команду з Генка наступні три сезони своєї ігрової кар'єри. Більшість часу, проведеного у складі «Генка», був основним гравцем команди.
Протягом 2012—2013 років захищав кольори команди клубу «Труа».
До складу клубу «Генк» приєднався 2013 року. Наразі встиг відіграти за команду з Генка 19 матчів в національному чемпіонаті.

## Виступи за збірну
У 2009 році дебютував в офіційних матчах у складі національної збірної Тунісу. Наразі провів у формі головної команди країни 2 матчі.

## Титули і досягнення
- Чемпіон Бельгії (1):

«Генк»:  2010–11
- Володар Суперкубка Бельгії (1):

«Генк»:  2011